# Leichtathletik-Europameisterschaften 2002/4 × 100 m der Männer

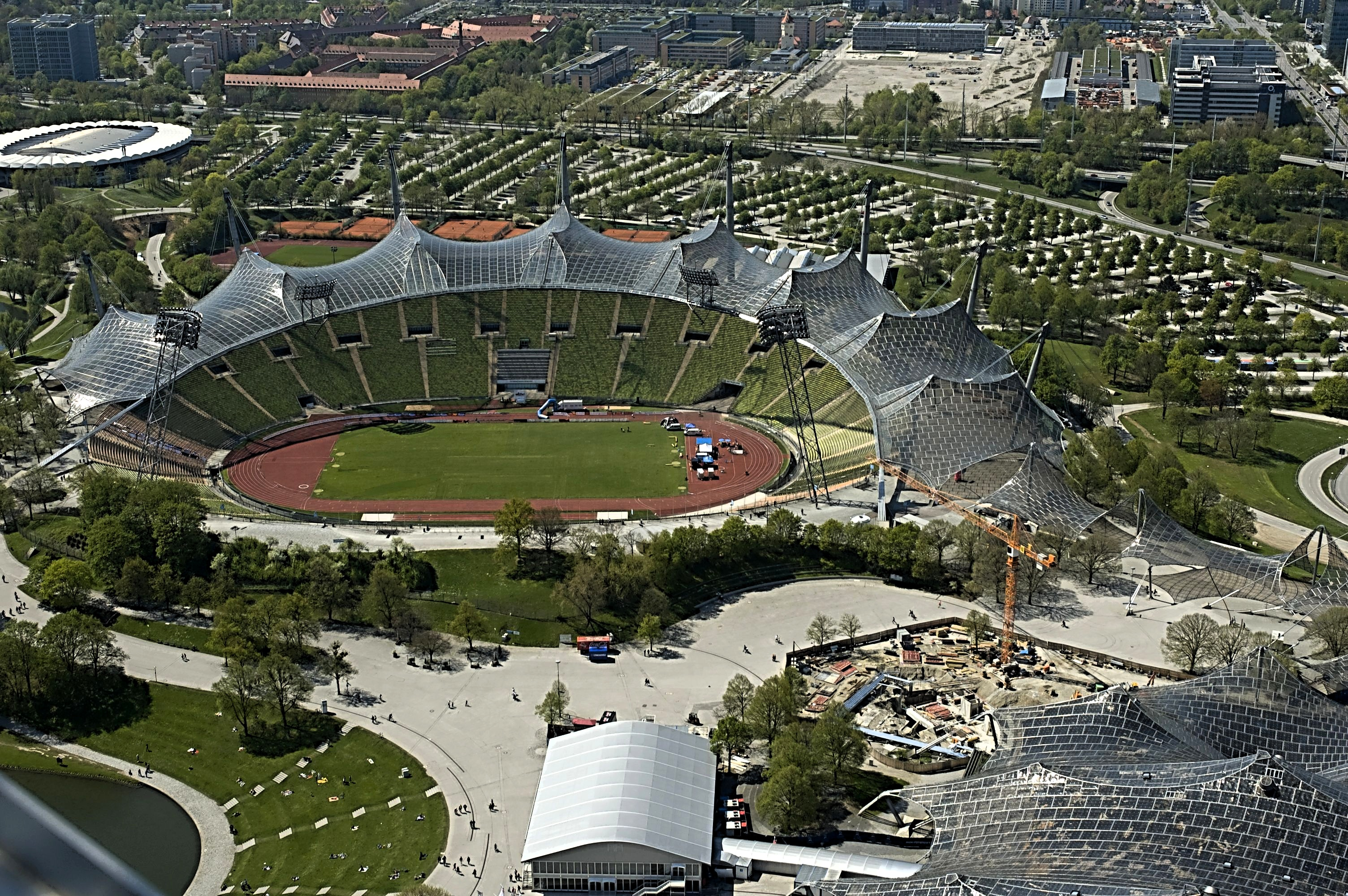
Das Olympiastadion in München von oben im Jahr 2009

Die 4-mal-100-Meter-Staffel der Männer bei den Leichtathletik-Europameisterschaften 2002 wurde am 10. und 11. August 2002 im Münchener Olympiastadion ausgetragen.
Europameister wurde die Ukraine in der Besetzung Kostjantyn Wasjukow, Kostjantyn Rurak, Anatolij Dowhal und Oleksandr Kajdasch.
Den zweiten Platz belegte Polen mit Ryszard Pilarczyk, Łukasz Chyła, Marcin Nowak und Marcin Urbaś (Finale) sowie dem im Vorlauf außerdem eingesetzten Piotr Balcerzak.
Bronze ging an Deutschland (Ronny Ostwald, Marc Blume, Alexander Kosenkow, Christian Schacht).
Auch der nur im Vorlauf eingesetzte polnische Läufer erhielt eine Silbermedaille.

## Rekorde

### Bestehende Rekorde
| Weltrekord           | 37,40 s | USA (Jon Drummond, Andre Cason, Dennis Mitchell, Leroy Burrell)                      | WM Stuttgart, Deutschland | 22. August 1993 |
| Europarekord         | 37,73 s | Großbritannien (Jason Gardener, Darren Campbell, Marlon Devonish, Dwain Chambers)    | Sevilla, Spanien          | 29. August 1999 |
| Meisterschaftsrekord | 37,79 s | Frankreich (Max Morinière, Daniel Sangouma, Jean-Charles Trouabal, Bruno Marie-Rose) | EM Split Jugoslawien      | 31. August 1990 |

Der bestehende EM-Rekord wurde bei diesen Europameisterschaften nicht erreicht. Die schnellste Zeit erzielte Europameister Ukraine im Finale mit 38,53 s, womit das Quartett 74 Hundertstelsekunden über dem Rekord blieb. Zum Europarekord fehlten achtzig Hundertstelsekunden, zum Weltrekord 1,13 s.

### Rekordverbesserungen
Es wurden zwei neue Landesrekorde aufgestellt:
- 39,69 s – Estland (Argo Golberg Maidu Laht, Martin Vihmann, Erki Nool), zweiter Vorlauf am 10. August
- 38,53 s – Ukraine (Kostjantyn Wasjukow, Kostjantyn Rurak, Anatolij Dowhal, Oleksandr Kajdasch), Finale am 11. August

## Doping
Nach der Aberkennung der Goldmedaille der britischen Staffel – Beschluss des Weltleichtathletikverbands IAAF (heute World Athletics) im Jahr 2006 – infolge einer positiven Dopingprobe des britischen Schlussläufers Dwain Chambers im Jahr 2003 rückten die nachfolgenden Staffeln einen Rang vor. So wurden vier Jahre nach den Wettbewerben der ukrainischen Staffel die Gold-, der Staffel Polens die Silber- und der deutschen Staffel die Bronzemedaille zugesprochen.
Benachteiligt waren dadurch vor allem drei Staffeln:
- Ukraine – Das Quartett erhielt den Europameistertitel erst nach vier Jahren zugesprochen.
- Deutschland – Das Team erhielt seine Medaille erst mit einer Verspätung von vier Jahren und konnte nicht an der Siegerehrung teilnehmen,
- Finnland – Die Mannschaft wäre im Finale startberechtigt gewesen.

## Vorrunde
10. August 2002
Die Vorrunde wurde in zwei Läufen durchgeführt. Die ersten drei Staffeln pro Lauf – hellblau unterlegt – sowie die darüber hinaus zwei zeitschnellsten Teams – hellgrün unterlegt – qualifizierten sich für das Finale.

## Legende
Kurze Übersicht zur Bedeutung der Symbolik – so üblicherweise auch in sonstigen Veröffentlichungen verwendet:
| DNF | Wettkampf nicht beendet (did not finish) |
| DOP | wegen Dopingvergehens disqualifiziert    |

### Vorlauf 1
| Platz | Staffel      | Besetzung                                                                   | Zeit (s)                                     |
| ----- | ------------ | --------------------------------------------------------------------------- | -------------------------------------------- |
| 1     | Deutschland  | Ronny Ostwald Marc Blume Alexander Kosenkow Christian Schacht               | 39,21                                        |
| 2     | Russland     | Alexander Smirnow Sergej Blinow Alexander Rjabow Sergej Bytschkow           | 39,24                                        |
| 3     | Ukraine      | Kostjantyn Wasjukow Kostjantyn Rurak Anatolij Dowhal Oleksandr Kajdasch     | 39,24                                        |
| 4     | Italien      | Francesco Scuderi Alessandro Cavallaro Maurizio Checcucci Marco Torrieri    | 39,28                                        |
| 5     | Finnland     | Tommi Hartonen Tuomas Nasi Stefan Koivikko Markus Pöyhönen                  | 39,58 eigentlich für das Finale qualifiziert |
| 6     | Slowenien    | Rok Predanič Matic Osovnikar Boštjan Fridrih Urban Acman                    | 39,71                                        |
| 7     | Griechenland | Aristotélis Gavélas Aléxandros Kóntzos Georgios Theodoridis Vasílios Séggos | 39,92                                        |
| 8     | Schweden     | Peter Häggström Lenny Martinez Patrik Lövgren Johan Engberg                 | 39,99                                        |

### Vorlauf 2
| Platz | Staffel        | Besetzung                                                             | Zeit (s)                        |
| ----- | -------------- | --------------------------------------------------------------------- | ------------------------------- |
| 1     | Frankreich     | David Patros Aimé-Issa Nthépé Jerome Eyana Ronald Pognon              | 38,93                           |
| 2     | Polen          | Piotr Balcerzak (Vorlauf) Łukasz Chyła Ryszard Pilarczyk Marcin Nowak | 38,98                           |
| 3     | Spanien        | Cecilio Maestra Angel David Rodriguez Orkatz Beitia Carlos Berlanga   | 39,08                           |
| 4     | Estland        | Argo Golberg Maidu Laht Martin Vihmann Erki Nool                      | 39,69 NR                        |
| DNF   | Israel         | Kfir Golan Tamás Mezei Gideon Jablonka Alexandr Porchomowski          |                                 |
| DNF   | Niederlande    | Martijn Ungerer Troy Douglas Timothy Beck Patrick van Balkom          |                                 |
| DOP   | Großbritannien | Christian Malcolm Darren Campbell Marlon Devonish Dwain Chambers      | 38,55 für das Finale zugelassen |

## Finale
11. August 2002
| Platz | Staffel        | Besetzung                                                                                              | Zeit (s) |
| ----- | -------------- | --- | -------- |
| 1     | Ukraine        | Kostjantyn Wasjukow Kostjantyn Rurak Anatolij Dowhal Oleksandr Kajdasch                                | 38,53 NR |
| 2     | Polen          | Ryszard Pilarczyk Łukasz Chyła Marcin Nowak Marcin Urbaś (Finale) im Vorlauf außerdem: Piotr Balcerzak | 38,71    |
| 3     | Deutschland    | Ronny Ostwald Marc Blume Alexander Kosenkow Christian Schacht                                          | 38,88    |
| 4     | Frankreich     | David Patros Aimé-Issa Nthépé Jerome Eyana Ronald Pognon                                               | 38,97    |
| 5     | Spanien        | Cecilio Maestra Angel David Rodriguez Orkatz Beitia Carlos Berlanga                                    | 39,07    |
| 6     | Russland       | Alexander Smirnow Sergej Blinow Alexander Rjabow Sergej Bytschkow                                      | 39,12    |
| DNF   | Italien        | Francesco Scuderi Alessandro Cavallaro Maurizio Checcucci Marco Torrieri                               |          |
| DOP   | Großbritannien | Christian Malcolm Darren Campbell Marlon Devonish Dwain Chambers                                       | 38,19    |